# Rudna (Złotów)
Pour les articles homonymes, voir Rudna.
Rudna (prononciation : [ˈrudna], en allemand : Ruden) est un village polonais de la gmina de Złotów dans le powiat de Złotów de la voïvodie de Grande-Pologne dans le centre-ouest de la Pologne.
Il se situe à environ 15 kilomètres à l'est de Złotów (siège de la gmina et du powiat), et à 105 kilomètres au nord de Poznań (capitale de la Grande-Pologne).
Le village possède une population de 320 habitants.

## Histoire
De 1975 à 1998, le village faisait partie du territoire de la voïvodie de Piła.

Depuis 1999, Rudna est situé dans la voïvodie de Grande-Pologne.